# Axaxacualco
Axaxacualco es una localidad del estado mexicano de Guerrero. Es parte del municipio de Eduardo Neri.

## Toponimia
El nombre «Axaxacualco» proviene de los términos en náhuatl: atl, agua; tzatzacualli, compuerta; co, locativo. Su significado es «En el jagüey».

## Demografía
| Gráfica de evolución demográfica |
|                                  |

| Censo | Población |
| ----- | --------- |
| 1930  | 108       |
| 1940  | 144       |
| 1950  | 182       |
| 1960  | 268       |
| 1970  | 358       |
| 1980  | 621       |
| 1990  | 840       |
| 2000  | 1 105     |
| 2010  | 1 331     |
| 2020  | 1 391     |